# Stanley Fish
Stanley Fish (1938, Providence, Rhode Island) é um importante teórico literário e acadêmico estadunidense. Está entre os mais importantes críticos do poeta inglês John Milton no século XX, e é freqüentemente associado com o pós-modernismo.  É professor emérito de Humanidades na Davidson-Kahn Distinguished University, professor de Direito na Florida International University, em Miami e deão emérito do College of Liberal Arts and Sciences da Universidade de Illinois em Chicago. Também lecionou na University of California em Berkeley, Johns Hopkins University e Duke University. Escreveu 10 livros e se descreve como um "anti-fundacionalista".

## Obras
- What Comes Naturally - PB: Change, Rhetoric and the Practice of Theory in Literary and Legal Studies (Post-Contemporary Interventions Series). Duke University Press, 1990. ISBN 0822309955
- Is There a Text in This Class?: The Authority of Interpretive Communities. Harvard University Press, 1990. ISBN 0674467264
- Professional Correctness: Literary Studies and Political Change (Clarendon Lectures in English). Clarendon Press, 1995. ISBN 0198123736
- Surprised by Sin: The Reader in Paradise Lost. Harvard University Press, 2003. ISBN 067485747X